# Grahamiella
Grahamiella is een geslacht van schimmels uit de familie Hyaloscyphaceae. De typesoort is Grahamiella dryadis.

## Soorten
Volgens Index Fungorum telt het geslacht twee soorten (peildatum februari 2022): 
| Soortnaam             | Auteur(s)                   | Publicatiejaar |
| --------------------- | --------------------------- | -------------- |
| Grahamiella dryadis   | (Nannf. ex L. Holm) Spooner | 1981           |
| Grahamiella variabile | (Nograsek & Matzer) Spooner | 1999           |